# 2014 aux Îles Salomon
Cet article présente les faits marquants de l'année 2014 aux Îles Salomon.

## Évènements
- 3 avril : à la suite de fortes pluies, des inondations à Honiara, la capitale, provoquent au moins trois décès et contraignent une dizaine de milliers de personnes à quitter leur foyer[1].

- 18 avril : Décès de Johnley Hatimoana (en) (né le 13 novembre 1956), homme politique et dirigeant syndical[2].

- 2 août : Décès d'Eroni Kumana (en) (à l'âge de 93 ans), Salomonais qui avait risqué sa vie pour sauver celle du lieutenant John F. Kennedy durant la Seconde Guerre mondiale[3].

- 19 novembre : élections législatives[4]. Manasseh Sogavare est ensuite élu Premier ministre par les députés[5].